# Casino (band)
Casino was een Britse muziekgroep, die in 1992 slechts één studioalbum opnam. Het platenlabel was SI Music, dat vlak daarna failliet ging.

## Musici
- Geoff Mann van Twelfth Night – zang
- Karl Groom van Strangers on a Train en Shadowland – gitaar
- Clive Nolan van idem – toetsinstrumenten
- Mike Stobbie – toetsinstrumenten
- Sylvain Gouvernaire van Iris – gitaar
- John Jeary – basgitaar
- Brian Devoil – slagwerk

## Discografie
- 1992: Casino; later heruitgegeven op Verglas Music (2002)